# Parafia Opieki Najświętszej Marii Panny w Warszawie
Parafia Opieki Najświętszej Marii Panny w Warszawie – parafia greckokatolicka w Warszawie, w dekanacie warszawsko-łódzkim archieparchii przemysko-warszawskiej. Nie posiada własnej świątyni, korzysta z kaplicy przy rzymskokatolickim kościele Matki Bożej Królowej Polskich Męczenników, będącym również siedzibą parafii rzymskokatolickiej. Obejmuje dzielnice Praga-Południe, Rembertów, Wesoła i Wawer oraz powiat wołomiński. Została powołana 2 sierpnia 2020 roku.